# مركز توزيع المفاتيح
مركز توزيع المفاتيح (بالإنجليزية: Key Distribution Center، ويُختصر بـKDC) هو مكون أساسي في أنظمة التشفير يُستخدم لتوزيع المفاتيح السرية بأمان بين الأطراف. الهدف الرئيسي من KDC هو تجنّب الحاجة لإرسال المفاتيح مباشرة بين الأطراف، مما يقلل من خطر التنصت أو التلاعب بها.

## المفهوم الأساسي
في بيئة تتطلب تبادلًا آمنًا بين المستخدمين والخوادم، يجب أن يمتلك كل طرف مفتاحًا مشتركًا مع الطرف الآخر. ولكن إذا كان هناك عدد كبير من المستخدمين والخوادم، فإن إنشاء مفاتيح ثنائية لكل زوج يصبح أمرًا غير عملي.
بدلاً من ذلك، يستخدم مركز توزيع المفاتيح كمحطة وسيطة. كل مستخدم وخادم يحتفظ بمفتاح سري مشترك مع الـمركز فقط.
- لنفترض أن المستخدم هو "A"، والخادم هو "B".
- يحتفظ مركز توزيع المفاتيح بالمفتاحين التاليين:

```
 * مفتاح مشترك مع A: 

  

    

      

        

          
K

          

            
A

          

        

      

    

    
{\displaystyle K_{A}}

  

 * مفتاح مشترك مع B: 

  

    

      

        

          
K

          

            
B

          

        

      

    

    
{\displaystyle K_{B}}

  

```

## خطوات الاتصال باستخدام مركز توزيع المفاتيح
عندما يريد A أن يتصل بـ B بأمان، تتم الخطوات التالية:
1. يرسل A طلبًا إلى KDC:

{\displaystyle {\text{A}}\rightarrow {\text{KDC}}:{\text{طلب تذكرة اتصال بـB}}}
1. يقوم KDC بإنشاء مفتاح جلسة مؤقت {\displaystyle K_{AB}}، ويُضمّنه في "تذكرة" تُشفَّر باستخدام {\displaystyle K_{B}}:

{\displaystyle {\text{Ticket}}_{B}={\text{Encrypt}}_{K_{B}}({\text{A}},K_{AB},{\text{تاريخ الانتهاء}})}
1. يُرسل KDC إلى A النتيجة التالية:

{\displaystyle {\text{KDC}}\rightarrow {\text{A}}:{\text{Encrypt}}_{K_{A}}(K_{AB},{\text{Ticket}}_{B})}
1. يُرسل A التذكرة إلى B:

{\displaystyle {\text{A}}\rightarrow {\text{B}}:{\text{Ticket}}_{B}}
1. يستطيع B فك التذكرة باستخدام {\displaystyle K_{B}} واسترداد {\displaystyle K_{AB}}، ومن ثم يبدأ اتصال مشفّر بين A وB باستخدام {\displaystyle K_{AB}}.

## التحقق من الصلاحيات
قبل إصدار التذكرة، يتحقّق مركز توزيع المفاتيح من هوية A وصلاحيته للوصول إلى B. إذا كانت الشروط مستوفاة، يتم إصدار التذكرة.

## الاستخدامات
من أشهر الأنظمة التي تستخدم مركز توزيع المفاتيح هو بروتوكول كيربيروس، حيث يُقسَّم عمل مركز توزيع المفاتيح إلى:
- خادم المصادقة (AS): يتحقق من هوية المستخدم.
- خدمة منح التذاكر (TGS): تُصدر تذاكر الاتصال.

## الفوائد
- تقليل عدد المفاتيح اللازمة في النظام.
- إدارة الصلاحيات بشكل مركزي.
- استخدام مفاتيح مؤقتة تقلل من خطر التعرّض.
- التخفيف من تعقيد إنشاء قنوات آمنة مباشرة.

## وصلات خارجية
- بروتوكول مصادقة كيربيروس – شرح مصور (نسخة مؤرشفة)
- مايكروسوفت: مركز توزيع مفاتيح كيربيروس – TechNet
- مايكروسوفت: مركز توزيع المفاتيح – MSDN